# 800 př. n. l.

## Události
- Dnešní Írán ovládli Médové a založili říši, která vytvořila předpoklady pro mocenský vzestup starověké Persie.
- Asyrský král Salmanassar III. dobyl syrské území
- Maloasijská říše Urartu zasahuje do kavkazské oblasti
- Končí období bezvládí v Babylónii – 4 králové během cca 10 let
- V Cádizu je založena fénická obchodní stanice

## Vědy a umění
- V Řecku vzniká nový typ písma, takzvaná alfabeta
- V Thrákii začal přechod od bronzu k železu a vymezují se kmenová sídla
- Kavkazské národy začínají k jízdě používat koně

## Hlavy států
- Asýrie – Adad-nirári III.